# Zementoblastom
Das benigne Zementoblastom (Synonym: echtes Zementom) ist ein gutartiger, seltener odontogener Tumor ektomesenchymalen Ursprungs und die einzige echte Neubildung zementbildender Zellen. Es ist nach der Einteilung der WHO von 1992 klassifiziert als benigner Tumor ektomesenchymalen Ursprungs mit/ohne odontogene Epithelreste. Es besteht aus zementartigem Gewebe.
Das Zementoblastom ist durch eine unmittelbare Beziehung zur Wurzel und langsames Wachstum charakterisiert. Es tritt meist einseitig auf und kann Auftreibung des Kiefers verursachen. Bei 61 % der Patienten treten Schmerzen auf. Die Vitalität des assoziierten Zahnes ist meist positiv. Zementoblastome treten zu 75 % im Unterkiefer-Molaren- und Prämolarenbereich auf.
Im Röntgenbild zeigt das Zementoblastom ein pathognomonisches, charakteristisches Erscheinungsbild: Es erscheint als röntgendichte (radioopake), meist runde Masse, die mit der Wurzel eines Zahnes verschmolzen ist. Meist ist die Zahnwurzel innerhalb der Opazität nicht mehr erkennbar. Die Opazität ist von einem schmalen, radiotransluzenten Saum umgeben, der als die Wachstumszone betrachtet wird. Die Größe liegt zwischen 0,5 und 5 cm, im Mittel bei 1,4 cm. Im Initialstadium erscheint es eher radiotransluzent.

## Ätiologie
Die Ursachen des Zementoblastoms sind unbekannt. Die Altersverteilung umfasst alle Lebensaltersbereiche. 47 % werden vor dem 20. Lebensjahr diagnostiziert. Männer und Frauen sind annähernd gleich häufig betroffen.